# ويستلاند سي كينغ
ويستلاند سي كينغ  (بالإنجليزية: Westland Sea King)‏ هي مروحية مضادة للغواصات أنتجت في 1969 بالمملكة المتحدة. من صناعة ويستلاند هليكوبتر. تستخدم بشكل أساسي من قبل البحرية الملكية البريطانية. كان أول طيران لها في 7 مايو 1969. ومازالت في الخدمة حتى الآن. صنع منها 344 طائرة. وهي النسخة البريطانية المدمجة من ترخيص طائرة الهليكوبتر الأمريكية سيكورسكي إس أتش-3 سي كينغ من نفس الاسم والتي بنيت بواسطة شركة ويستلاند للمروحيات البريطانية. تختلف الطائرة إلى حد كبير من النسخة الأمريكية، مع محركات بريطانية من طراز رولز رويس غنوم (المشتقة من المحرك الأمريكي جنرال الكتريك T58).

## المستخدمون
- البحرية الملكية البريطانية
- سلاح الجو الملكي